# Troponina
La troponina è un complesso proteico formato da tre subunità polipeptidiche ad alto peso molecolare presente specialmente nel tessuto muscolare e composta da tre proteine: la troponina I, che lega la F-actina, la troponina C che lega gli ioni Ca2+ e la troponina T, che lega la tropomiosina.
È stata riscontrata la sua fondamentale importanza nella fase di eccitazione-contrazione muscolare scheletrica e quindi nel tessuto muscolare striato; mentre nel tessuto muscolare liscio si ha un sistema che si basa sulla calmodulina, chiamato infatti sistema Ca2+-Calmodulina, che dopo essere stato attivato fosforila la testa leggera della particolare miosina II del TML portandola alla forma attiva.
Questo processo, svolto abitualmente nel tessuto muscolare, inizia attraverso il legame del catione Ca2+ al sito C della troponina; questo provoca l'allontanamento (a causa dell'ingombro sterico degli ioni calcio) del dominio I da quello T e quindi lo scivolamento della tropomiosina sul filamento di actina, che lascia liberi i solchi per l'unione delle teste della miosina.
Questi, a loro volta, potranno scivolare sui filamenti sottili di actina attraverso un'inclinazione di 45 gradi provocando quindi la contrazione muscolare.
La presenza di troponina nel sangue non è sempre indice di infarto, infatti i livelli di questa possono variare in base a differenti fattori e all'interno di differenti patologie. Tuttavia, il test assume grande rilevanza nelle circostanze in cui il valore predittivo positivo (VPP) del test è elevato (cioè quando si sottopone il test a una certa popolazione limitata, per esempio ai pazienti che presentano dolore toracico e dolore riferito al braccio sinistro). I valori della troponina nell'infarto si innalzano dopo circa 4-8 ore dall'evento per raggiungere il picco dopo 24-48 ore e mantenendosi a livelli elevati per circa 10 giorni. 
Sigla nei referti di laboratorio: Tn.